# Inosilicate
Les inosilicates chaîne simple sont des minéraux de la famille des silicates dont les groupes [SiO3]2− sont organisés en chaînes (alternées) ou rubans.
Exemple d'inosilicate chaîne simple : l'augite (de la famille des pyroxènes).

## Étymologie
Le préfixe du nom « inosilicate » vient du grec antique ις (génitif : ινος, inos), qui signifie « fibre ».

## Cristallochimie

### Inosilicates en chaîne
Les inosilicates en chaîne simple forment une famille composée de deux solutions solides (une non calcique et une calcique).

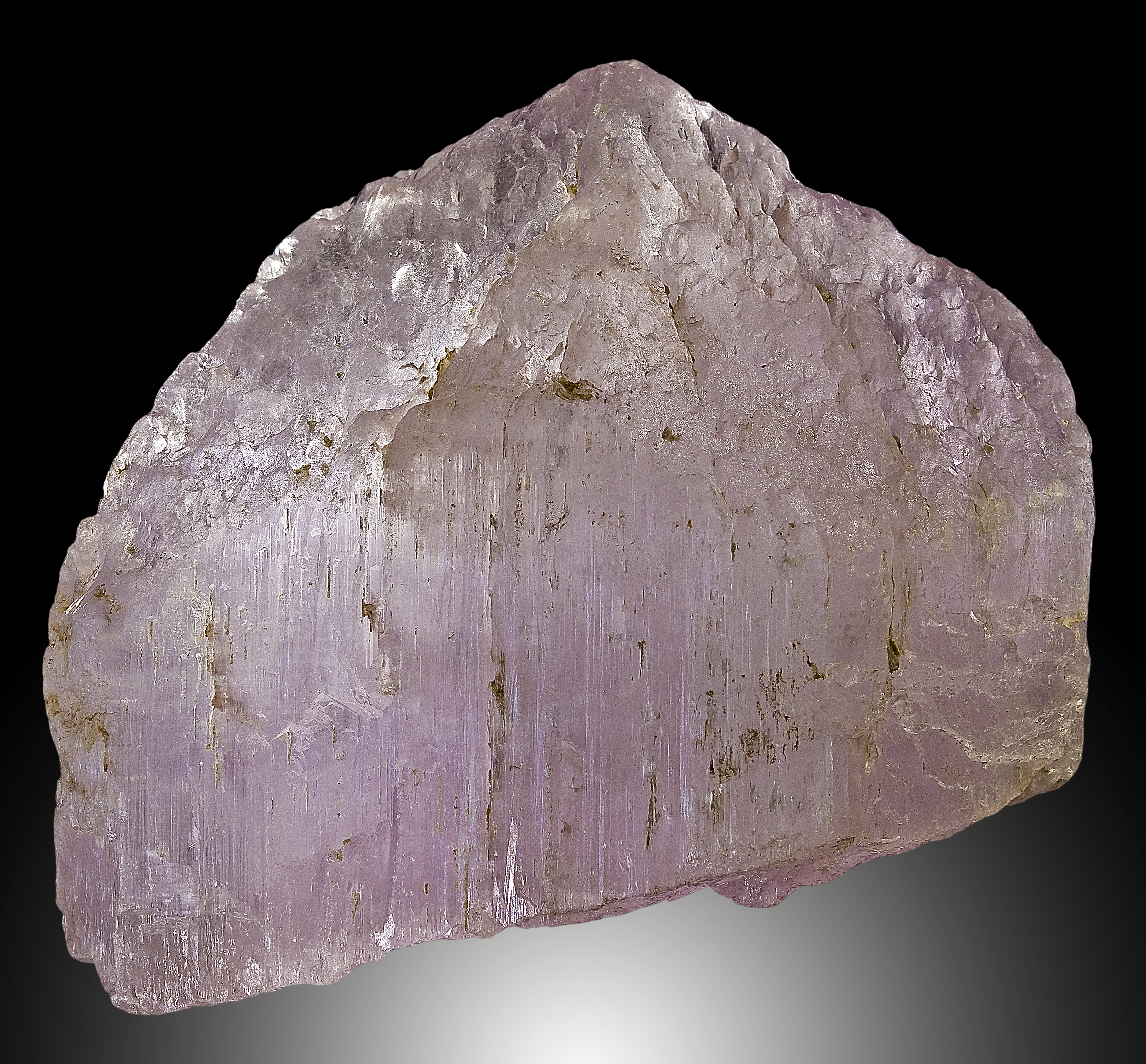
Les pyroxènes - spodumène

- Pyroxènes, inosilicates à chaîne ayant une périodicité de deux tétraèdres
  - Séries de l'orthoferrosilite 
    - Enstatite - MgSiO3
    - Orthoferrosilite - FeSiO3

  - Pigeonite - Ca0,25(Mg,Fe)1,75Si2O6
  - Séries de l'hedenbergite-diopside
    - Diopside - CaMgSi2O6
    - Hedenbergite - CaFeSi2O6
    - Augite - (Ca,Na)(Mg,Fe,Al)(Si,Al)2O6

  - Séries des pyroxènes sodiques
    - Jadéite - NaAlSi2O6
    - Aegirine - NaFe3+Si2O6

  - Spodumène - LiAlSi2O6

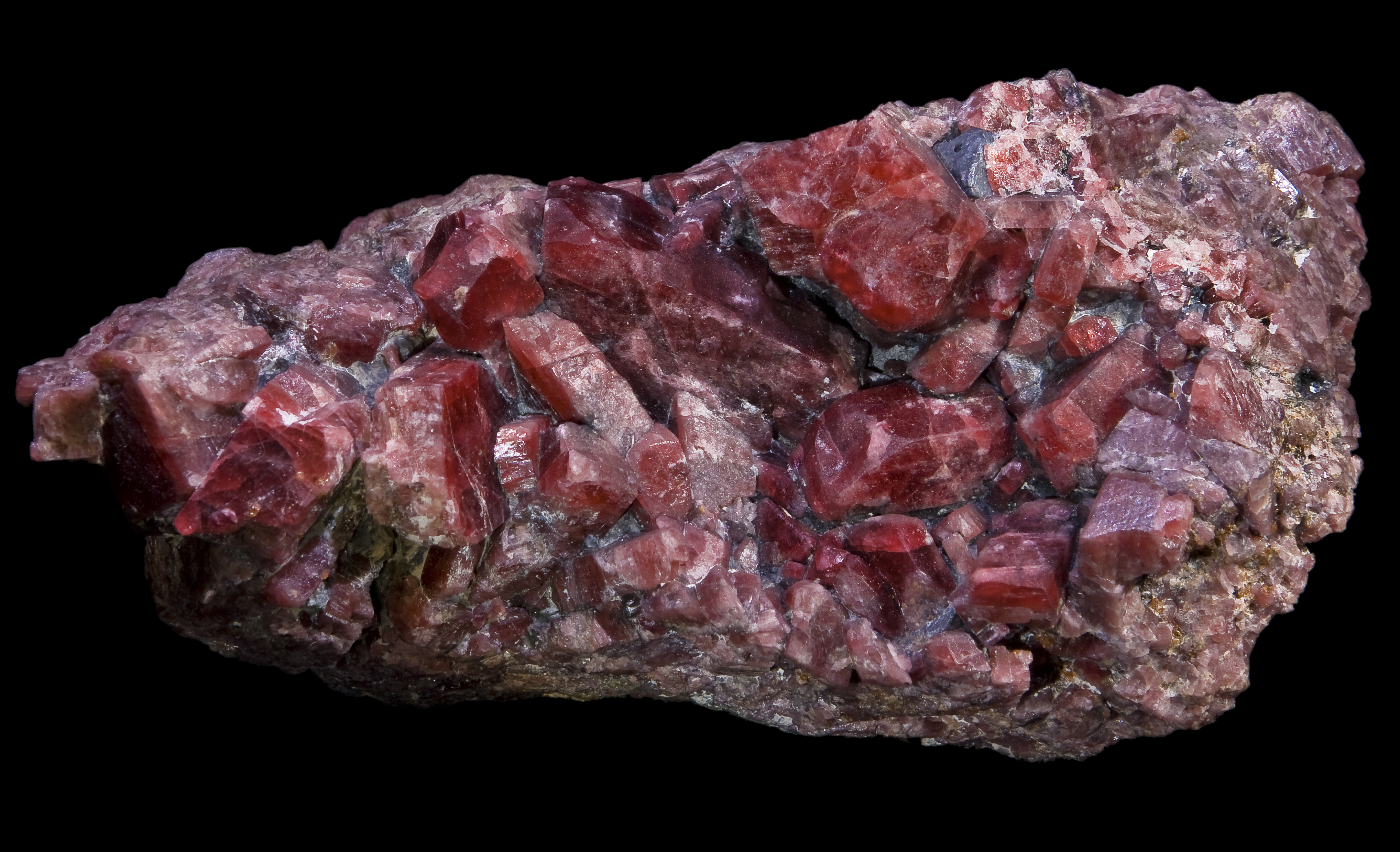
Les pyroxénoïdes - rhodonite

- Pyroxénoïdes, inosilicates à chaîne ayant une périodicité de n > 2 tétraèdres
  - Wollastonite - CaSiO3
  - Rhodonite - MnSiO3
  - Pectolite - NaCa2(Si3O8)(OH)

### Inosilicates en ruban
Les inosilicates en ruban ont une structure formée par des doubles chaînes.

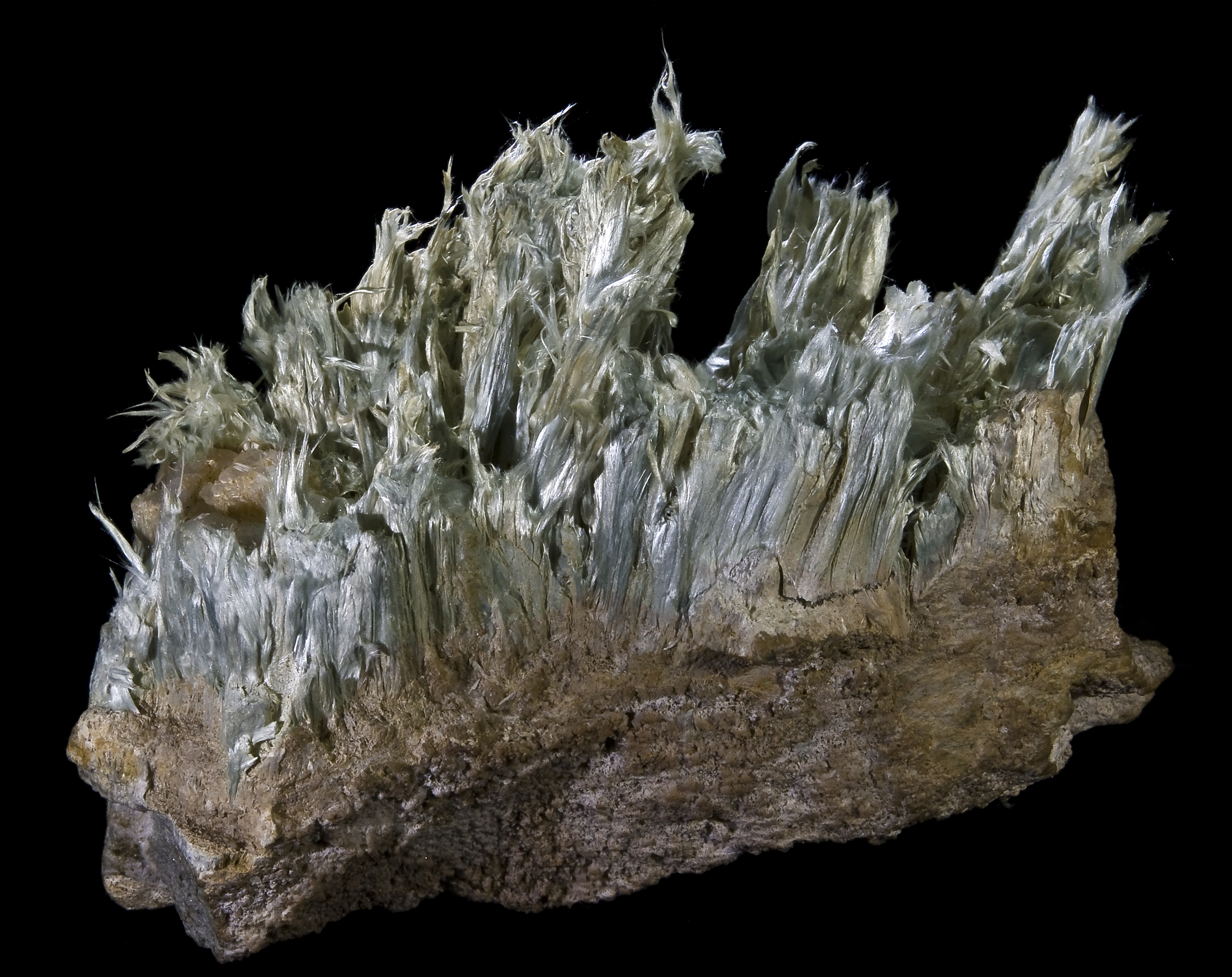
Amphiboles - trémolite

- Amphiboles, inosilicates en ruban ayant une périodicité de deux paires de tétraèdres
  - Anthophyllite - (Mg,Fe)7Si8O22(OH)2
  - Séries de la cummingtonite 
    - Cummingtonite - Fe2Mg5Si8O22(OH)2
    - Grunérite - Fe7Si8O22(OH)2

  - Séries de la trémolite
    - Trémolite - Ca2Mg5Si8O22(OH)2
    - Actinolite - Ca2(Mg,Fe)5Si8O22(OH)2

  - Hornblende - (Ca,Na)2-3(Mg,Fe,Al)5Si6(Al,Si)2O22(OH)2
  - Groupe des amphiboles sodiques 
    - Glaucophane - Na2Mg3Al2Si8O22(OH)2
    - Riébeckite (asbeste) - Na2Fe2+3Fe3+2Si8O22(OH)2
    - Arfvedsonite - Na3(Fe,Mg)4FeSi8O22(OH)2
- Amphiboloïdes, inosilicates en ruban ayant une périodicité de n > 2 paires de tétraèdres

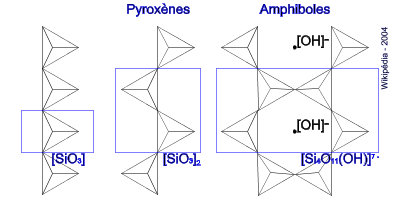